# Coniopteryx dactylifrons
Coniopteryx dactylifrons är en insektsart som beskrevs av C.-k. Yang och Liu 1999. Coniopteryx dactylifrons ingår i släktet Coniopteryx och familjen vaxsländor. Inga underarter finns listade i Catalogue of Life.